# Banjarejo (Bayan)
Banjarejo is een bestuurslaag in het regentschap Purworejo van de provincie Midden-Java, Indonesië. Banjarejo telt 646 inwoners (volkstelling 2010).